# 開普半島

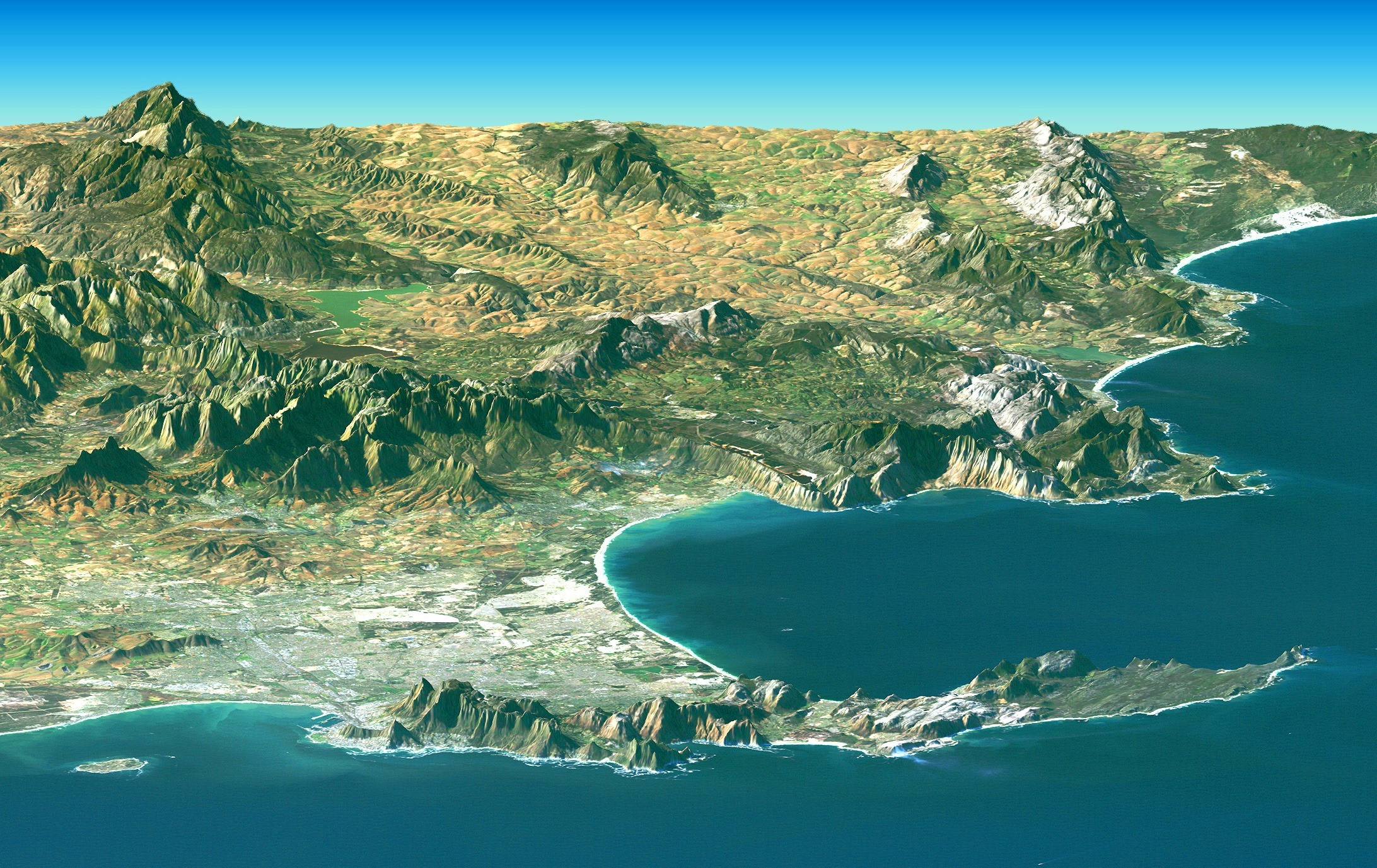
陸地衛星計畫的雷達偵測正視圖，開普半島的前景。

開普半島（英語：Cape Peninsula）位於非洲大陸的西南端，是南非最具代表性的半島之一。半島呈狹長形，自北部起，南至好望角與開普角，全長約52公里。北端以著名的桌山為主要地貌，海拔超過1000米，俯瞰桌灣和開普敦的市中心區域。在過去五百萬年中，該半島曾多次被海水包圍形成島嶼，最近一次發生於約150萬年前，隨後因開普平原的地形隆起與海平面下降重新與大陸相連。1652年，荷蘭東印度公司船隊在此登陸，開啟了南非的殖民歷史。

## 地理

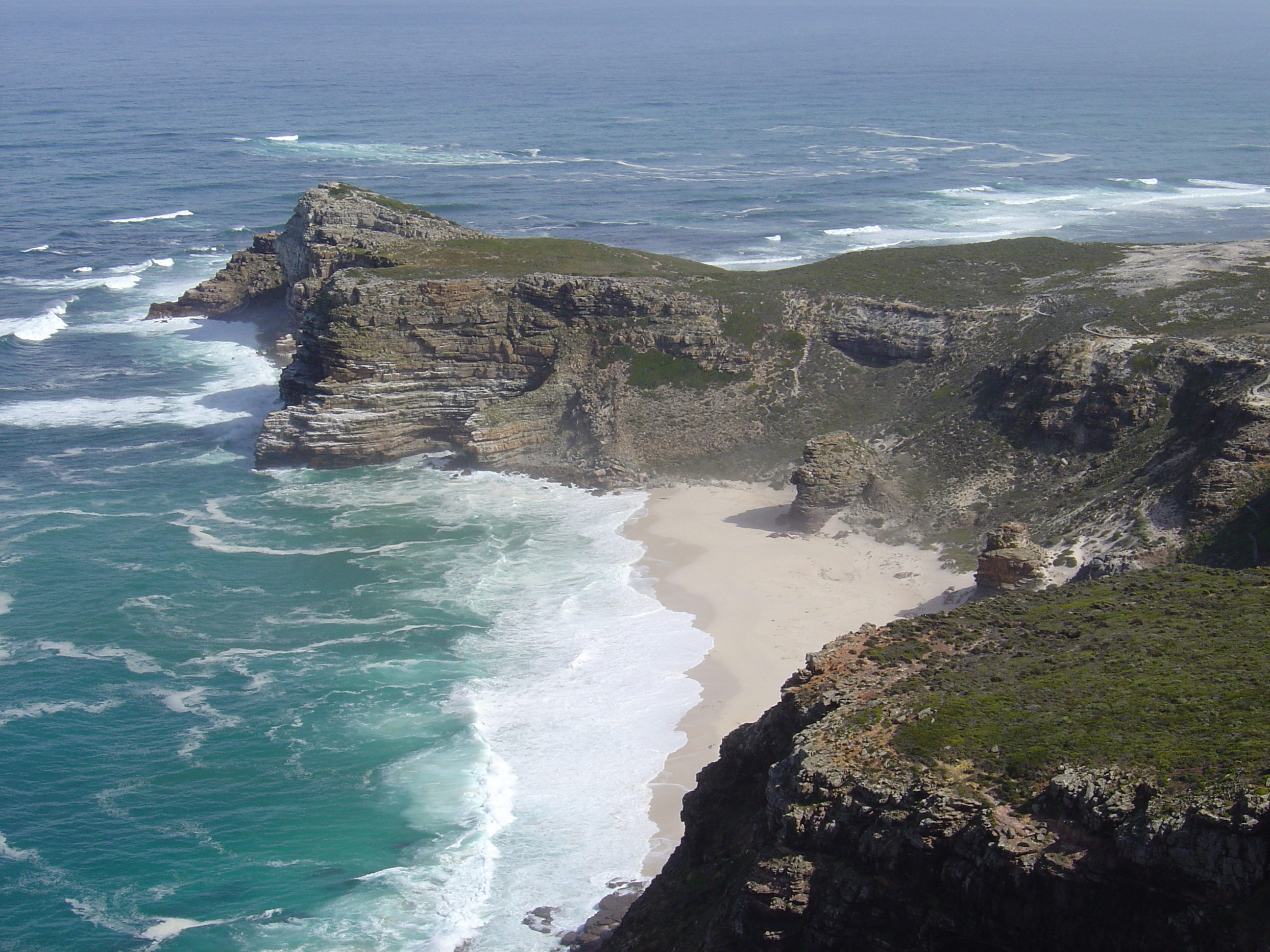
好望角；从开普角上方的海岸悬崖向西眺望迪亚兹海滩。

開普半島以堅硬的砂岩地層為主，屬於超群，這些沉積岩層平緩地覆蓋在古老的花崗岩基盤上。整體地質穩定，風化與侵蝕緩慢，形成了陡峭的高地及周圍相對緩和的坡地。半島的地貌受到冰期和間冰期海平面變化的影響，現今的平原與台地特徵即為這些變遷的遺跡。東側臨错误灣，西側面向大西洋，北側為桌灣，中間的內陸地區經歷了快速的城市化發展。半島沿岸部分海域被劃入海洋保護區，因其位於兩大海洋生物地區的交匯處，擁有豐富的海洋生物多樣性。

## 气候和物种多样性
开普半岛地區屬地中海型氣候，冬季降雨為主，氣溫溫和宜人。植被多樣性较高，擁有約2600種植物，其中許多為特有種或瀕危物種，受到人類活動與開發的威脅。為了保護生態系統，大部分半島地區的丛林地区被納入了南非桌山國家公園的管理範圍。野生動物資源同樣豐富，有棲息於沿岸的非洲企鵝，以及占全球飼養量九成以上的鴕鳥，構成了該地區獨特的自然景觀。
開普半島沿岸分布著多個著名的港灣與海灣。海岸線蜿蜒曲折，山勢壯麗。清澈的海水和豐富的生態使該地成為重要的觀光景點。漁業與旅遊業在沿岸地區尤為重要，而北部的桌灣則是南非的主要港口之一。由於地勢陡峭且土壤石質，半島內陸的農業發展有限，但城市化與住房需求導致部分地區出現開發壓力，非法聚居點也威脅著環境保護工作。
除自然與生態資源外，開普半島還是學術與技術研究的重地，設有開普半島科技大學（Cape Peninsula University of Technology），為區域提供理工與應用科技的教育與研究平台。